# Princess Ida

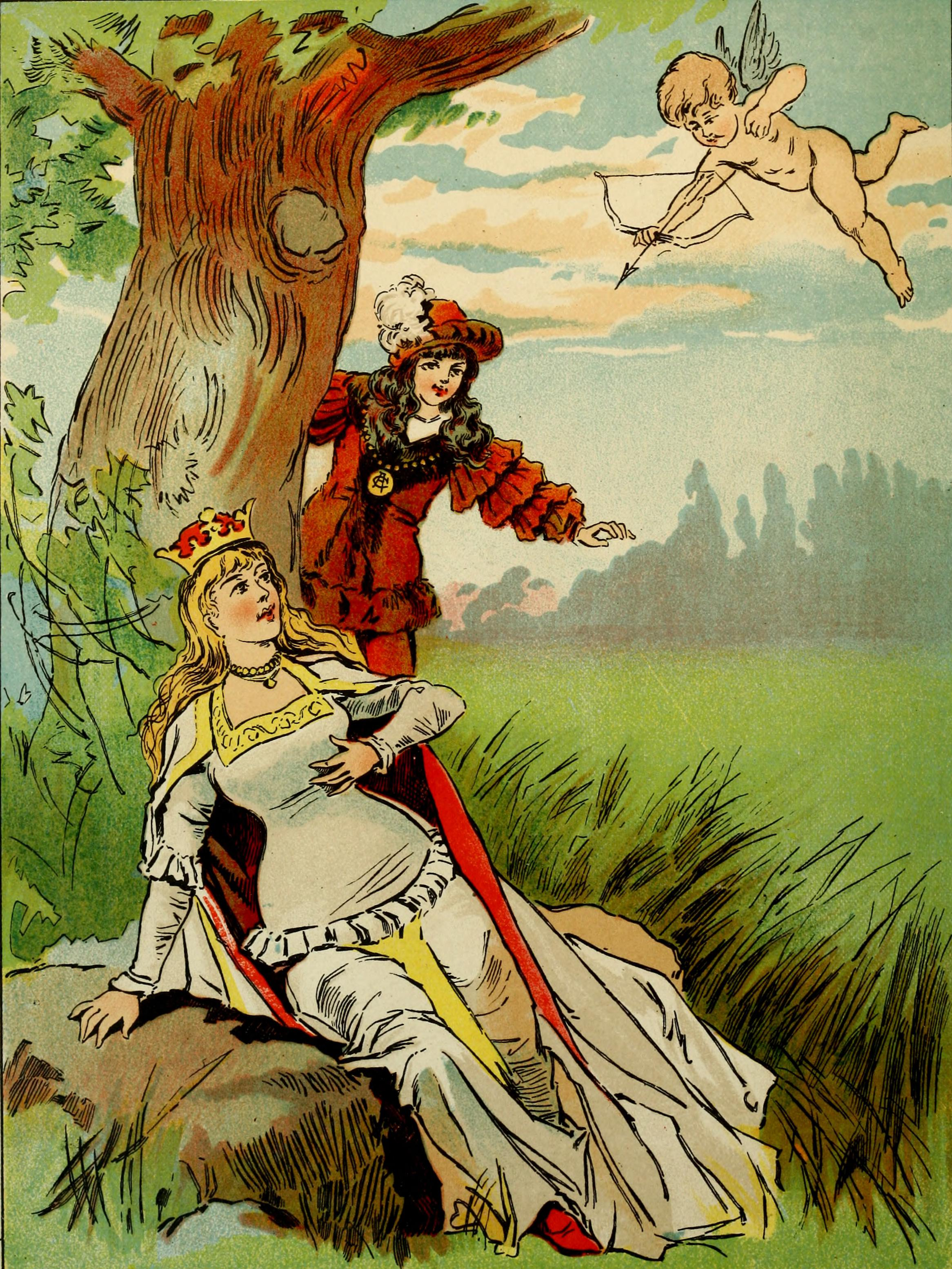
Hilarion och prinsessan Ida.

Princess Ida; or, Castle Adamant är en komisk operett med musik av Arthur Sullivan och libretto av W. S. Gilbert. Det var parets åttonde samarbete av fjorton. Princess Ida hade premiär på Savoy Theatre den 5 januari 1884 där den spelades 246 gånger. Verket handlar om en prinsessa som grundar ett kvinnouniversitet och lär ut att kvinnorna är överlägsna männen och borde styra i deras ställe. Prinsen, som hon blev bortgift med som nyfödd, smyger in på universitet med två vänner i syfte att hämta sin brud. De klär ut sig till kvinnliga studenter men upptäcks, och snart utbryter ett bokstavligt krig mellan könen.
Operetten är en satir över feminism, kvinnliga lärosäten och darwinistisk evolution, vilka var kontroversiella ämnen i det konservativa och viktorianska England.  Princess Ida bygger på en dikt av Lord Tennyson med titeln The Princess (1847), och Gilbert hade skrivit en fars över ämnet 1870. Han använde mycket av dialogen i pjäsen till Princess Ida. Det är den enda operetten av Gilbert och Sullivan som har tre akter och den enda med dialog på blankvers.
Med Savoy opera-standard ansågs inte Princess Ida som en succé, delvis på grund av den osedvanligt heta sommaren i London 1884 och den fick ingen nypremiär i huvudstaden förrän 1919. Trots det uppförs stycket regelbundet idag av både professionella teatersällskap och amatörensembler, om än inte lika ofta som de mer populära Savoyoperetterna.

## Bakgrund

### Ursprung

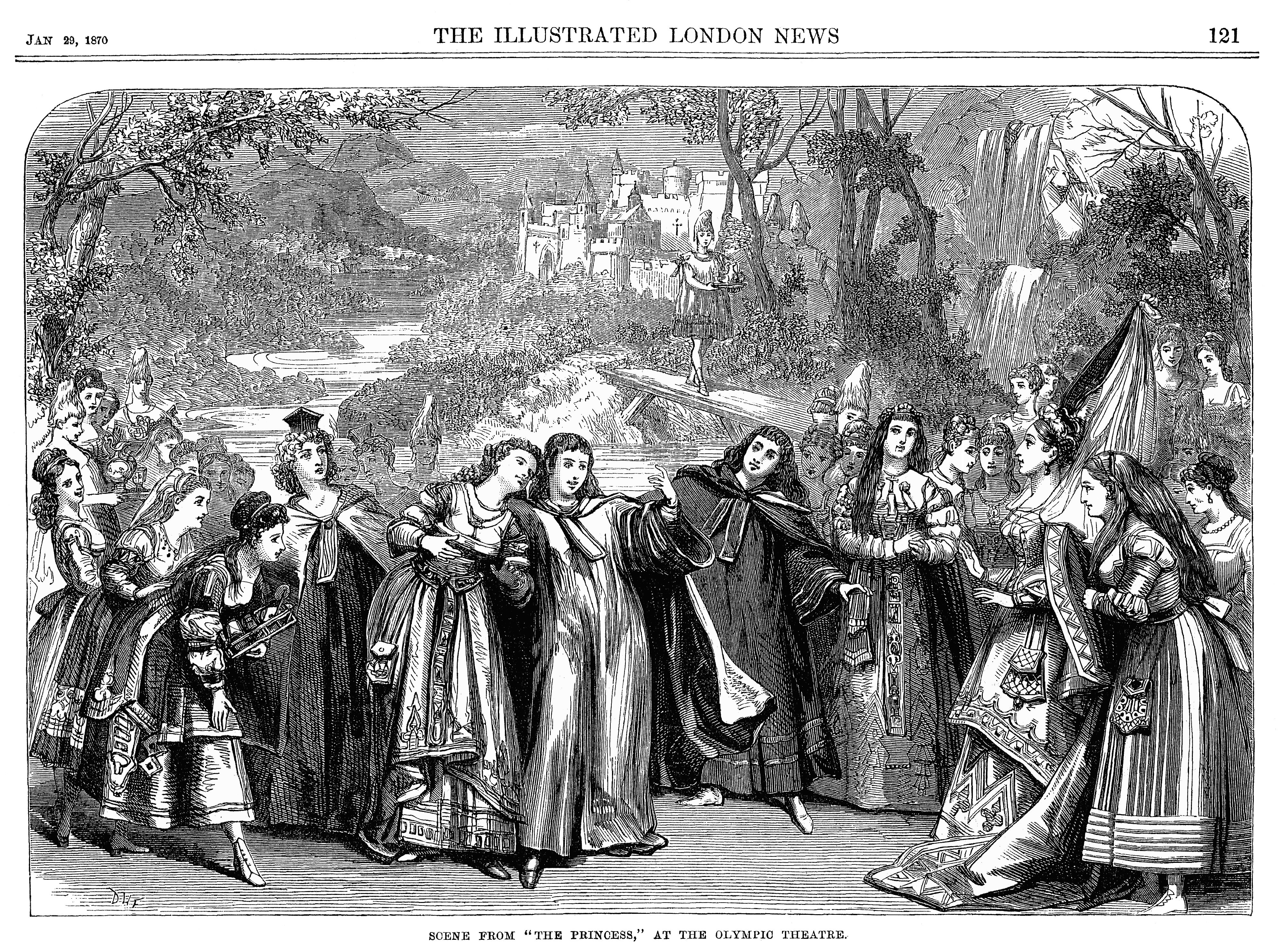
Scen från Gilberts pjäs The Princess (1870): Hilarion och hans kumpaner förklädda till kvinnor (men spelad av kvinnor som föreställer män) mäter prinsessan Ida och hennes studenter.

Gilbert behöll Tennysons blankvers och grundtemat med en hjältinna som leder en flickskola och prinsen som älskar henne. Han och hans två vänner infiltrerar skolan förklädda till kvinnliga studenter. Gilbert skrev helt ny text till Princess Ida, då texten i hans fars från 1870 var skriven till redan komponerad musik av Offenbach, Rossini och andra.
Tennysons dikt var delvis skriven som ett svar på grundandet av "Queen's College" i London 1847, den första flickskolan för högre undervisning. När Gilbert skrev The Princess 1870 var högre undervisning för kvinnor fortfarande en nyhet, till och med ett radikalt koncept. Girton College, ett av collegen vid University of Cambridge, grundades 1869. Men vid tiden för Gilbert och Sullivans arbete på Princess Ida 1883 var ett kvinnocollege ett mer etablerad koncept. Westfield College, det första college som startades med syfte att undervisa kvinnor, hade grundats i Hampstead 1882. Sålunda var kvinnans högre undervisning stora nyheter i London och Westfield citeras som en modell för Gilberts slott Adamant.
Sullivan hade alltmer kommit att betrakta sitt samarbete med Gilbert oviktigt, under sin värdighet och upprepande. Han hade tänkt sig att bryta upp från partnerskapet med Gilbert och Richard D'Oyly Carte efter Iolanthe, men efter att nyligen ha förlorat en stor summa pengar på felaktiga investeringar drog han slutsatsen att hans ekonomi krävde av honom att han fortsatte skriva Savoyoperor. Därför, medan Iolanthe ännu spelades för fullt på Savoy Theatre, skrev Gilbert och Sullivan i februari 1883 under ett nytt femårskontrakt som förband dem att skapa nya operetter till Carte inom loppet av sex månader. Han gav också Gilbert klartecken att fortsätta med bearbetningen av The Princess som bas för deras nya operett. Senare samma vår adlades Gilbert av drottning Victoria och utmärkelsen tillkännagavs i maj vid öppnandet av Royal College of Music. Fastän det var operetterna som bidrog till Gilberts berömmelse var det för hans förtjänster inom den seriösa musiken som han adlades. Musikvärlden och många kritiker trodde att Sullivans adelskap skulle sätta stopp för hans karriär som kompositör av komiska operetter - att en musikalisk adelsman inte borde sänka sig nedanför gränsen av oratorium eller grand opera. Efter att precis ha skrivit under femårskontraktet kände sig Sullivan plötsligt fångad.
I slutet av juli 1883 arbetade Gilbert och Sullivan med librettoförslagen till Princess Ida. Sullivan skrev klart en del av musiken i början av september då han var tvungen att inleda förberedelserna till sina åtaganden som dirigent vid Leeds Festival, som skulle hållas i oktober. Sent i oktober återvände Sullivan till Princess Ida och repetitionerna inleddes i november. Gilbert var i färd med sin enaktare Comedy and Tragedy och höll ett öga på en nypremiär av sin pjäs Pygmalion and Galatea på Lyceum Theatre. I mitten av december sade Sullivan farväl till sin svägerska Charlotte, änkan efter hans bror Fred, som for till Amerika med sin familj för att aldrig återvända. Sullivans äldsta brorson Herbert stannade kvar hos sin farbror i England och Sullivan kastade sig in i uppgiften att orkestrera musiken till Princess Ida. På samma sätt som han hade gjort med Iolanthe skrev Sullivan ouvertyren själv snarare än att överlåta arbetet till en assistent som hade varit fallet med de tidigare operetterna.

### Uppsättning
Princess Ida är det enda av Gilberts och Sullivans verk med dialog uteslutande på blankvers och det enda i tre akter (och det längsta dittills). Stycket kräver en större ensemble och soprantitelrollen behöver ha en mer dramatisk röst än i de tidigare verken. Den amerikanska stjärnan Lillian Russell hade engagerats för titelrollen i Princess Ida, men Gilbert ansåg inte att hon var tillräckligt motiverad och när hon uteblev från en repetition blev hon avskedad. D'Oyly Carte Opera Companys sedvanliga primadonna, Leonora Braham, en lätt lyrisk sopran, avancerade då från rollen som Lady Psyche till huvudrollen. Rosina Brandram fick sitt stora genombrott när Alice Barnett blev sjuk och lämnade teatersällskapet en tid. Brandram övertog rollen som Lady Blanche och blev teaterns ledande kontraalt.
Den tidigare Savoyoperan, Iolanthe, lades ner efter 398 föreställningar den 1 januari 1884, samma dag som Sullivan komponerade de sista musiknumren till Princess Ida. Trots ansträngande repetitioner under de följande dagarna dirigerade Sullivan premiären den 5 januari 1884 och kollapsade av utmattning omedelbart efteråt. Recensenten i Sunday Times skrev att musiken i Princess Ida var "det bästa i alla hänseenden som Sir Arthur Sullivan har skapat, bortsett från hans seriösa verk... Humorn är alltid en stark sida hos Sir Arthur... liksom hos hans fyndige medarbetare..." Styckets humor framkallade även kommentaren att Gilbert och Sullivans verk "har den stora förmågan att få alla på gott humör." Prisandet av Sullivans ansträngningar var odelade, även om Gilberts bidrag fick en del blandade åsikter.

### Efterdyningar
Sullivans nära vän, kompositören Frederic Clay, hade drabbats av en allvarlig stroke i början av december 1883 vilken satte stopp för hans karriär. Detta påverkade Sullivan starkt och med sin egen vacklande hälsa i beaktande och önskan att ägna sin talang åt mer seriös musik informerade han Richard D'Oyly Carte den 29 januari 1884 att han bestämt sig för att "inte skriva fler 'Savoy'-stycken." Sullivan flydde Londonvintern och begav sig till Monte Carlo för att vila upp sig alltmedan sju turnésällskap (en med en 17-årig Henry Lytton i kören) och en uppsättning i USA av Princess Ida startade.

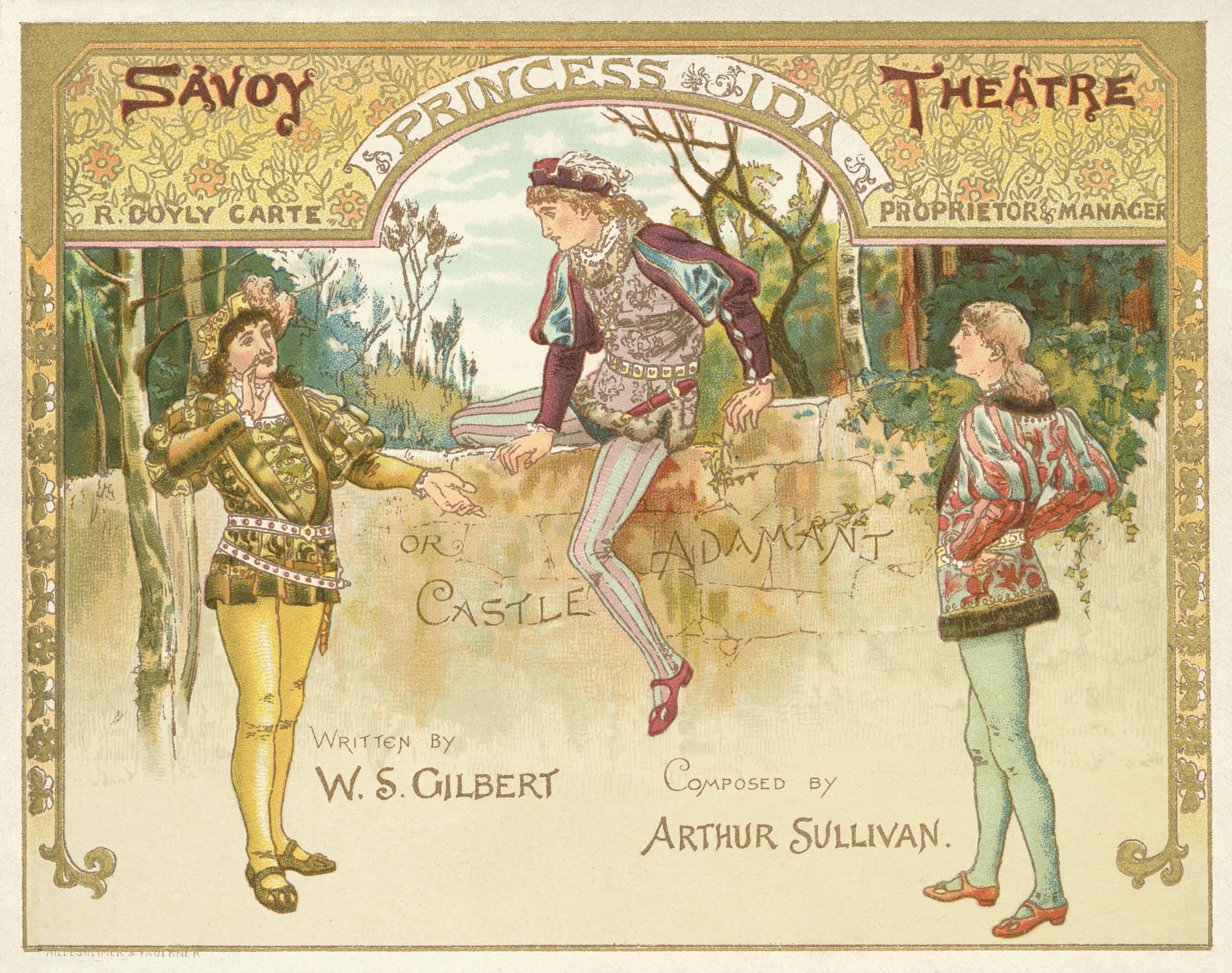
Illustration från 1884

När Princess Ida började visa tecken på att stagnera skickade Carte den 22 mars 1894 ett telegram till både Gilbert och Sullivan att han enligt det upprättade femårskontraktet hade rätt att kräva en ny operett inom loppet av sex månader. Sullivan svarade att "det är omöjligt för mig att åstadkomma ytterligare ett stycke av samma sort som de Gilbert och jag redan har gjort." Gilbert överraskades av Sullivans tvekan då han redan hade påbörjat en ny operett som handlade om människor som förälskade sig i varandra mot sina egna viljor efter att ha intagit en magisk pastill - en handling som Sullivan redan hade förkastat. Gilbert skrev till Sullivan och bad honom tänka om, men kompositören svarade den 2 april att han hade "kommit till vägs ände" med operetterna:
"...Jag har konstant tonat ner musiken för att inte en [stavelse] ska gå förlorad... Jag skulle vilja tonsätta en handling med mänskligt innehåll och förhoppningar där de humoristiska orden dyker upp i en humoristisk (inte seriös) situation, och där, om situationen var en öm eller dramatisk sådan, orden skulle vara av likartad karaktär."
Gilbert blev mycket sårad, men Sullivan insisterade på att han inte kunde tonsätta "pastill-handlingen". Förutom dess "osannolikhet" var handlingen alltför lik den i deras operett från 1877, The Sorcerer, och alltför komplicerad. Sullivan återvände till London i april och Gilbert gjorde försök att skriva om handlingen, men han kunde ändå inte tillfredsställa Sullivan. Positionerna var låste och Gilbert skrev: "Så slutar ett sjuårigt musikaliskt och litterärt samarbete - ett samarbete av utomordentligt rykte - ett samarbete oöverträffat i dess ekonomiska framgångar, och fram tills nu ofläckat av ett enda klagomål eller disharmoniskt inslag." Den 8 maj 1884 skrev Gilbert på nytt: "...har jag förstått det rätt att om jag skriver en ny historia där inga övernaturliga inslag inträffar, så kommer du ta dig an det? ... en förenlig handling fri från anakronismer, skapad i god anda och det bästa jag kan åstadkomma." Stilleståndet bröts och den 20 maj fick Sullivan Gilberts synopsis till vad som skulle komma att bli handlingen till Mikadon.
En osedvanligt varm sommar i London hjälpte inte till att öka biljettförsäljningen till Princess Ida och Carte tvingades stänga teatern under augustihettan. Stycket fick en relativt kort speltid på 246 föreställningar och för första gången sedan 1877 lades operetten ner innan nästa Savoyopera var klar att sättas upp. Princess Ida sattes inte upp i London på nytt förrän 1919. Några av dessa händelser dramatiserades i filmen Topsy-Turvy från 1999.

## Musik- och textanalys

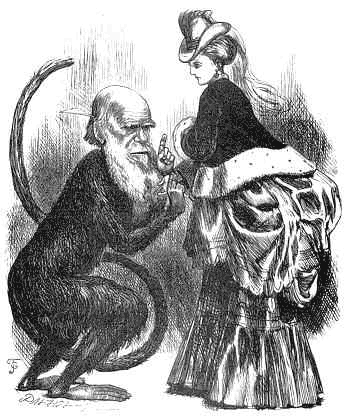
Karikatyr av Charles Darwin begrundande en turnyr i Fun, 1872

Operetten Princess Ida driver med feminism, kvinnans utbildning och darwinistisk evolution, alla kontroversiella ämnen i det konservativa och viktorianska England. Mellan de femton år sedan Gilbert skrev The Princess och premiären av Princess Ida hade undervisning av kvinnorna erövrat mark i Storbritannien i och med grundandet av Girton College (1869) och Newnham College (1871) vid University of Cambridge; samt Somerville (1878) och Lady Margaret Hall (1878) vid the University of Oxford. Westfield College, ett kvinnocollege in Hampstead i London öppnades 1882.
Liksom i Patience och Iolanthe, två tidigare Gilbert och Sullivan-verk, handlar Princess Ida om kampen mellan könen. I Patience ställs de estetikgalna kvinnorna mot fåfänga militärer; i Iolanthe kontrasterar de flyktiga feerna (kvinnor) mot de ineffektiva och korkade pärerna (män); och i Princess Ida bestrider ultraseriösa studenter och professorer vid ett kvinnouniversitet (kvinnor) ett påtvingat äktenskap av en militaristisk kung och dennes testosteronstinna hovfolk (män). Princess Ida är en av flera Gilbertpjäser, däribland The Wicked World, Broken Hearts, Fallen Fairies och Iolanthe, där införandet av män i en lugn kvinnomiljö bringar "dödlig kärlek" och rubbar ordningen. Stedman kallar detta för en "Gilbertsk invasionshandling".
Sullivans musik är majestätisk och en serie av sånger i akt II, ibland kända som "pärlbandet", är särskilt omtyckta. Sullivan använde sig av kromatiska passager och tonartsmoduleringar genom hela verket, och kommentatorer har kallat kvartetten i akt II "The World Is But a Broken Toy" för en av Sullivans "vackraste, mest sorgsna melodier." Den har också kallats "Gounodesque".
Även om Gilberts libretto består av många roliga rader tenderar den jambiska pentametern och treaktsstrukturen att göra Princess Ida svårare att sätta upp effektfullt än andra Savoyoperor. Utöver det kan en nutida publik finna librettots daterade porträtt av könsrollerna otillfredsställande. Det är också märkligt att Gilbert och Sullivan valde att använda sångarna George Grossmith och Rutland Barrington i relativt mindre roller, särskilt med tanke på vilken popularitet de hade hos publiken.

## Roller
- Kung Hildebrand (basbaryton)
- Hilarion, Kung Hildebrands son (tenor)
- Cyril, Hilarions vän (tenor)
- Florian, Hilarions vän (lyrisk baryton)
- Kung Gama (komisk baryton)
- Arac, Kung Gamas son (basbaryton)
- Guron, Kung Gamas son (basbaryton)
- Scynthius, Kung Gamas son (bas)
- Prinsessan Ida, Kung Gamas dotter (sopran)
- Lady Blanche, Professor i Abstrakt vetenskap (kontraalt)
- Lady Psyche, Professor i Humaniora (sopran)
- Melissa, Lady Blanches dotter (mezzosopran)
- Sacharissa, Girl Graduate (sopran)
- Chloe, Flickstudent (talroll/kör)
- Ada, Flickstudent (talroll/kör)
- Kör av soldater, hovfolk, "Flickstudenter", "Plogens döttrar", etc.

## Handling

### Akt I
I en sal i kung Hildebrands palats väntar hovfolket ivrigt på kung Gamas och hans dotter prinsessan Idas ankomst. Vid födseln blev hon förlovad med Hildebrands son prins Hilarion ("Search throughout the panorama"). Hildebrand lovar förklara krig mot Gama om prinsessan skulle neka komma ("Now hearken to my strict command"), medan Hilarion, som är förälskad i Ida trots att han inte har sett henne sedan han var två år, undrar hur hon kan ha förändrats över de tjugo åren ("Ida was a twelvemonth-old").

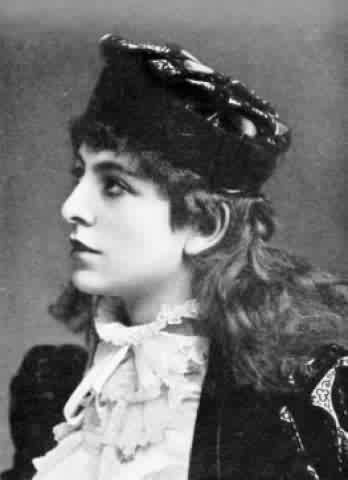
Sybil Grey som Sacharissa, 1884

Idas krigstörstande (och tråkiga) bröder Arac, Guron och Scynthius anländer till Hildebrands palats ("We are warriors three") före deras fader. Kung Gama gör entré och förklarar sin misantropi ("If you give me your attention I will tell you what I am") genast genom att förolämpa Hildebrand och hans son. Därpå tillkännager han att prinsessan Ida har avsvurit sig allt vad män heter och grundat ett kvinnouniversitet på slottet Adamant, ett av hans många sommarslott. De två kungarna råder Hilarion att bege sig till slottet Adamant och hämta Ida; om hon vägrar ska Hilarion storma slottet ("P'raps if you address the lady"). Men Hilarion planerar att använda sig av romantiska medel snarare än våld för att vinna prinsessans hjärta. Han förklarar att naturen har "rustat" honom och hans vänner, hovmännen Cyril och Florian, att vinna detta "krig" ("Expressive glances will be our lances"). De tre beger sig mot slottet Adamant medan kung Gama och hans söner ska stanna kvar hos Hildebrand som gisslan ("For a month to dwell in a dungeon cell").

### Akt II
På slottet Adamant lär sig prinsessan Idas elever att "mannen är naturens enda misstag" ("Towards the Empyrean heights"). Lady Blanche, en av lärarna, delar ut dagens straff för "oförrätter" som inkluderar att ta med schackpjäser till universitetet - "män som kan göra en matt" - och för att ha ritat en dubbelbarnvagn. Prinsessan Ida kommer in ("Minerva! Oh hear me") och håller en sträng föreläsning där hon konstaterar att kvinnans hjärna är större än mannens och förutspår att kvinnan skall besegra mannen, men efter det kommer hon behandla honom bättre än han behandlade henne. Lady Blanche retar sig på prinsessans styre och lovar att hon en dag ska ersätta henne som rektor för universitetet ("Come mighty must", en sång ofta struken i D'Oyly Carte-uppsättningar).
Hilarion, Cyril och Florian smyger sig in i slottet ("Gently, gently"). De hånskrattar åt tanken på ett kvinnocollege. De hittar några avlagda lärardräkter och klär ut sig till tre unga flickor som önskar börja på skolan ("I am a maiden cold and stately") och de välkomnas av prinsessan Ida ("The world is but a broken toy"). Florian inser att deras förklädnader inte kommer lura hans syster Lady Psyche (en av lärarna) och de avslöjar planen för henne. Lady Psyche varnar dem att de kommer straffas med döden om prinsessan upptäcker vilka de är och hon upplyser dem om prinsessans teorier om mannen i vilken hon använder en liknelse om en apa som blir kär i en förnäm dam för att illustrera sin ståndpunkt att den darwinistiska "mannen, sprungen från apan, är apa i hjärtat" ("A lady fair of lineage high").

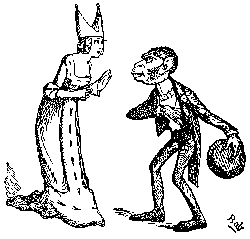
Illustration av Gilbert till sången "Darwinian Man"; jämför med bilden av Darwin ovan.

Melissa, Lady Blanche's dotter, har hört vad de sagt. Hon fascineras av de första män hon någonsin sett men lovar sig själv att hålla tyst. Hon blir förälskad i Florian vid första ögonkastet och sällskapet firar glatt upptäckten att män inte är de monster som prinsessan Ida hävdat ("The woman of the wisest wit"). Lady Blanche har inte låtit sig luras av männens förklädnad och konfronterar Melissa. Till en början är hon arg men hon övertalas att hålla tyst när Melissa säger att om Hilarion gifter sig med prinsessan Ida kommer Blanche bli ny rektor ("Now, wouldn't you like to rule the roast?").
Under lunchen ("Merrily rings the luncheon bell") blir Cyril berusad och avslöjar omedvetet sina vänners identitet genom att sjunga en burlesk sång ("Would you know the kind of maid"). I det efterföljande kaoset ramlar prinsessan Ida i floden och Hilarion räddar henne ("Oh joy, our chief is saved"). Trots räddningen dömer prinsessan Hilarion och hans vänner till döden. Hilarion kontrar med att utan hennes kärlek är livet inte värt att leva. Han välkomnar döden ("Whom thou hast chained"). Kung Hildebrand och hans soldater anländer med Idas bröder i kedjor. Han påminner henne att hon är lovad att gifta sig med Hilarion och ger henne tid till nästa eftermiddag att gå med på förslaget ("Some years ago") eller bli skyldig till sina bröders död. Ida svarar att trots att Hilarion räddade hennes liv och är vacker, stark och lång skulle hon hellre dö än bli hans brud ("To yield at once to such a foe").

### Akt III
Prinsessan Ida kontrollerar sina soldaters färdighet att möta Hildebrands soldater i strid, men de skräckslagna flickorna medger att de är rädda för att  kriga ("Death to the invader!"). Prinsessan Ida ser med avsmak på deras avsaknad av mod och svär att hon kommer själv kriga mot Hildebrands armé om det blir nödvändigt ("I built upon a rock"). Hennes fader kung Gama anländer med ett budskap att Hildebrand föredrar att inte gå i krig mot kvinnor. Han avslöjar att Hildebrand har torterat honom med att hålla honom i lyx och inte givit honom någonting att klaga över ("Whene'er I spoke sarcastic joke"). Han föreslår att hon byter ut kvinnorna mot sina tre starka, modiga bröder att strida mot Hilarion och hans vänner med Idas hand som vinst. Ida blir förolämpad över att bli "ett byte för krigande män" men hon inser att hon inte har något val.

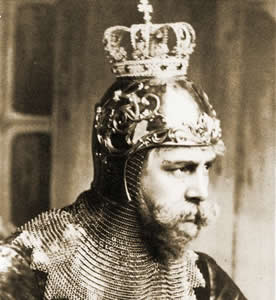
Rutland Barrington som Hildebrand, 1884

Hildebrands styrkor kommer in tillsammans med Gama och hans tre söner ("When anger spreads his wing"). Hilarion, Cyril och Florian är fortfarande klädda i kvinnokläder och kung Gama och hans söner hånar dem. För att kunna strida kastar Gamas söner sina tunga rustningar och säger att de är för obekväma för strid ("This helmet I suppose"). Striden slutar med att Hilarion, Cyril och Florian besegrar Gamas söner ("It is our duty plain").
Efter att ha förlorat vadet vädjar Ida till Hilarion och frågar bittert Lady Blanche om hon hann avsäga sig sin ställning med värdighet. Den förtjusta Blanche, som skulle efterträda Ida som rektor, försäkrar henne att hon kan göra det. Ida beklagar förlusten men kung Hildebrand pekar på kruxet i hennes logik

If you enlist all women in your cause,
And make them all abjure tyrannic Man,
The obvious question then arises, "How
Is this Posterity to be provided?"

Prinsessan Ida medger att "Jag har aldrig tänkt på det!" Hilarion gör en känslosam vädjan och ber att ge Mannen en chans, medan Cyril säger att om hon tröttnar på prinsen kan hon alltid återvända till slottet Adamant. Lady Psyche säger att även hon kommer återvända till slottet om Cyril inte sköte sig, men Melissa svär att hon under inte några omständigheter kommer återvända. Slutligen medger Ida att hon hade fel och förklarar att hon verkligen älskar Hilarion och avslutar med ett direkt citat från Tennysons dikt. ("With joy abiding").

## Musiknummer
- Ouvertyr (inklusive "We are warriors three" och "Minerva! oh, hear me")

Akt I
- 1. "Search throughout the panorama" (Florian och kör)
- 2. "Now hearken to my strict command" (Hildebrand och kör)
- 3. "Today we meet" (Hilarion)
- 4. "From the distant panorama" (Kör)
- 5. "We are warriors three" (Arac, Guron, Scynthius och kör)
- 6. "If you give me your attention" (Gama)
- 7. Finale Act I (Gama, Hildebrand, Cyril, Hilarion, Florian och kör)
  - "P'raps if you Address the Lady"
  - "Expressive glances"
  - "For a month to dwell in a dungeon cell"

Akt II
- 8.  "Towards the empyrean heights" (Lady Psyche, Melissa, Sacharissa och flickkör)
- 9.  "Mighty maiden with a mission" (Flickkör)
- 10. "Minerva! oh, hear me!" ... "Oh, goddess wise" (Prinsessan)
- 10a."And thus to Empyrean Heights" (Prinsessan och kör)
- 11. "Come, mighty Must" (Lady Blanche)1
- 12. "Gently, gently" (Cyril, Hilarion och Florian)
- 13. "I am a maiden, cold and stately" (Cyril, Hilarion och Florian)
- 14. "The world is but a broken toy" (Prinsessan, Cyril, Hilarion och Florian)
- 15. "A lady fair, of lineage high" (Psyche med Cyril, Hilarion och Florian)2
- 16. "The woman of the wisest wit" (Psyche, Melissa, Cyril, Hilarion och Florian)
- 17. "Now wouldn't you like to rule the roast" (Melissa och Blanche)3
- 18. "Merrily ring the luncheon bell" (Blanche, Cyril och flickkör)
- 19. "Would you know the kind of maid?" (Cyril)
- 20. Finale Act II  (Prinsessan, Hildebrand, Melissa, Psyche, Blanche, Cyril, Hilarion, Florian, Arac, Guron, Scynthius och kör)
  - "Oh, joy! our chief is saved"
  - "Whom thou hast chained must wear his chain"
  - "Walls and fences scaling"
  - "Some years ago, no doubt you know"
  - "We may remark, though nothing can dismay us"
  - "To yield at once to such a foe with shame were rife"

1 Från och med 1920-talet började D'Oyly Carte Opera Company stryka denna sång.
2Som musikansvarig medverkade Harry Norris till att lägga till hornpartier i ackompanjemanget till "A Lady Fair". Dessa togs bort av Malcolm Sargent men återinsattes av Royston Nash på 1970-talet. De hänvisas sålunda till ‘Norris’ hornpartier, även om de kan ha skrivits av Geoffrey Toye.
3 Sångens första textrad sjungs ofta felaktigt som "Now wouldn't you like to rule the roost" istället för "roast" (rimmar med "clear the coast" i nästa sång). Detta skrivfel uppstod i det första klaverutdraget och förekommer fortfarande i förlaget Chappells klaverutdrag, även om vissa utgåvor har korrigerat det.
Akt III
- 21. "Death to the invader" (Melissa och flickkör)
- 22. "Whene'er I spoke" (Kung Gama och flickkör)4
- 23. "I built upon a rock" (Prinsessan)
- 24. "When anger spreads his wing" (Kör av flickor och soldater)
- 25. "This helmet, I suppose" (Arac, Guron, Scynthius och kör)
- 26. Chorus during the fight, "This is our duty plain" (Kör)
- 27. "With joy abiding" [Repris av "Expressive glances"] (Ensemble)

4 I originaluppsättningen följdes No. 23 av No. 22. Den nuvarande ordningen förekom först i klaverutdrag som publicerades efter den första nypremiären i London 1919.
Gilbert hävdade att "If you give me your attention" var en satirisk självreferens: "Jag tyckte det var min plikt att leva upp till mina förväntningar". Tom Lehrer framförde en parodi på sången kallad "The Professor's Song". Musik från ouvertyren till Princess Ida kan höras i Musse, Kalle och Långben: De tre musketörerna.

## Textversioner
Princess Ida fick ingen nypremiär i London under upphovsmännens levnad och det gjordes inga väsentliga textändringar efter premiären. Den enda ändringen var rent ytlig: den första akten hade ursprungligen kallats för en "Prolog". Den ändrades om till Akt I med en omändring av numren i de andra akterna.
Vid tiden för nypremiären 1919 ändrades nummerordningen i akt III. Så här var den i originalet:
1. "Death to the invader"
2. Princess Ida addresses the girls and then dismisses them
3. "I built upon a rock" (Princess)
4. The girls re-enter, shortly followed by King Gama
5. "When e'er I spoke sarcastic joke" (King Gama, Ladies' Chorus)
6. Dialogue in which the Princess agrees to let her brothers fight for her
7. "When anger spreads his wing" (Double chorus)
8. Dialogue preceding the fight
9. "This helmet, I suppose" (Arac, Guron, Scynthius, Chorus)
10. "This is our duty plain" (Chorus during the fight)
11. Dialogue and finale

Efter 1919 blev ordningen:
1. "Death to the invader"
2. Princess Ida addresses the girls and then dismisses them
3. The girls re-enter, shortly followed by King Gama
4. "When e'er I spoke sarcastic joke" (King Gama, Ladies' Chorus)
5. Dialogue in which the Princess agrees to let her brothers fight for her
6. "I built upon a rock" (Princess)
7. "When anger spreads his wing" (Double chorus)
8. "This helmet, I suppose" (Arac, Guron, Scynthius, Chorus)
9. Dialogue preceding the fight
10. "This is our duty plain" (Chorus during the fight)
11. Dialogue and finale

Den andra betydande ändringen var att någon gång på 1920-talet blev det tradition att stryka Lady Blanches sång i akt II, "Come, mighty must". Sången ingår i 1924 års inspelning av D'Oyly Carte, men inte i någon av de efterföljande tre inspelningarna (1932, 1955, 1965).

## Uppsättningshistorik

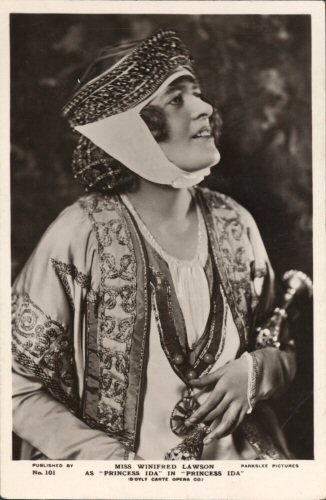
Winifred Lawson som Prinsessan Ida, 1922

Princess Ida var inte en lika stor framgång som de tidigare Gilbert och Sullivan-verken. Under den ovanligt heta sommaren 1884 stängde Richard D'Oyly Carte Savoy Theatre under en månads tid med start i mitten av augusti. Operetten hade spelats i sju månader, vilket i jämförelse med parets vanliga standard var en kort period. Princess Ida öppnades på nytt men endast för tre veckor i mitten av september innan det var dags för nypremiärer av The Sorcerer (reviderar) och Trial by Jury. Gilbert designade själv kostymerna. Dekoren till Akt I och Akt III gjordes av designern Henry Emden på Drury Lane, medan dekoren till Akt II gjordes av Hawes Craven. En uppsättning i New York spelades under en kort tid 1884 och det var gjordes även en andra amerikansk uppsättning 1887. Liksom fallet var med deras tidigare operetter i Amerika kunde Carte, Gilbert och Sullivan inte stoppa producenter från att sätta upp olagliga uppsättningar då det inte existerade någon internationell copyright vid tiden. De  amerikanska domstolarna hävdade emellertid att lagen om publicering gjorde operetterna fria för alla att sätta upp. I Australien gavs Princess Ida' första gången den 16 juli 1887 på Princess Theatre i Melbourne av J. C. Williamson.
Turnéuppsättningar av Princess Ida påbörjades i början av 1884 och slutades i mitten av 1885. Operetten gick ut på turné på nytt i december 1895 och förblev på turnérepertoaren under hela 1896. Den dök upp på nytt i slutet av 1897 eller i början av 1898, och därefter befann den sig ständigt på D'Oyly Cartes turnérepertiar ända tills teatersällskapet lades ned vid krigsutbrottet 1939. Nya kostymer designades av Percy Anderson 1921.
Under andra världskriget spelade D'Oyly Carte Opera Company en mindre repertoar. Scenerierna och kostymerna till Princess Ida förstördes i en brand vintern 1940-41. En ny uppsättning sattes upp på Savoy Theatre den 27 september 1954. Gästartisten Victoria Sladen engagerades att sjunga titelrollen i London. Till uppsättningen 1954 ändrades textraden i akt II "And the niggers they'll be bleaching by and by," till "And they'll practice what they're preaching by and by," för att tillmötesgå den moderna publikens känslighet. Efter nypremiären 1954 framfördes Princess Ida oregelbundet i D'Oyly Cartes repertoar. Emedan den aldrig låg ospelad mer än två eller tre säsonger i taget, uppfördes den oftast endast i London och i några större städer. Kraven på titelrollen ansågs ovanliga för att vara Gilbert och Sullivan och oftast engagerades gästartister att sjunga den. Kompaniets sista föreställningar skedde i februari-april 1977. Under de sista fem säsongerna ingick den inte i kompaniets reducerade repertoar.
Filmregeissören Ken Russell iscensatte Princess Ida för English National Opera 1992, dirigerad av Jane Glover. I det radikalt samtida konceptet ingick en amerikansk-japansk temaparksversion av Buckingham Palace, med en kör av Madonnalook-alikes (ledd av Rosemary Joshua som Ida) studerande i Tower of London; Gama (alternerande mellan Nickolas Grace och Richard Suart) hade en sushikedja. Uppsättningen, som hånades av alla kritiker, togs snabbt bort från ENO:s repertoar. Andra professionella kompanier har satt upp Princess Ida, inklusive American Savoyards på 1950- och 1960-talet, Light Opera of Manhattan på 1970- och 1980-talet, New York Gilbert and Sullivan Players sedan 1980-talet, Ohio Light Opera (som spelade in stycket år 2000), the Gilbert and Sullivan Opera Company på International Gilbert and Sullivan Festival 2003 och 2009, och andra.